# Cold Case (TV-serie)
För andra betydelser, se Cold case.
Cold Case eller Kalla spår är en amerikansk dramaserie som produceras av Warner Bros. och som hade premiär i amerikansk television 2003. I Sverige sändes den på Kanal 5 och senare på Kanal 9 som Cold Case och i SVT som Kalla spår.

## Handling
Ett team i Philadelphia arbetar med gamla, olösta mordfall. Serien växlar mellan dåtid (då mordet begicks) och nutid, vilket innebär att många gästroller spelas av två skådespelare, en yngre och en äldre. Ibland sker det i snabba klipp, till exempel i förhörssituationer då man får se båda i samma situation i nutid. På samma sätt brukar det vara i slutet, då mördaren grips. I slutet på nästan alla avsnitt får också någon se mordoffret under ett kort ögonblick. Tillbakablickarna är filmade på olika sätt beroende på under vilken tidsperiod mordet begicks.
Flera filmer har tjänat som inspiration för olika avsnitt, som Saturday Night Fever, Rocky, The Breakfast Club, En satans eftermiddag, Wall Street, Häxor, läxor och dödliga lektioner, Saving Private Ryan, The Ice Storm, Brokeback Mountain, Fight Club, Människor emellan, Footloose, Flashdance, Cabaret och Mean Girls. 
Många avsnitt är inspirerade av verkliga fall.

## Rollista
- Kathryn Morris - Lilly Rush
- Danny Pino - Scotty Valens
- John Finn - John Stillman
- Thom Barry - Will Jeffries
- Jeremy Ratchford - Nick Vera
- Tracie Thoms - Kat Miller
- Justin Chambers - Chris Lassing
- Sarah Brown - Josie Sutton